# Vapstens sameby
Vapstens sameby är en sameby vars åretruntmarker huvudsakligen är belägna i Storumans kommun. Den inrättades som en följd av 1886 års renbeteslag, då under namnet Vapstens lappby. Det nuvarande namnet tillkom i och med 1971 års rennäringslag. Vapstens sameby är en av sex fjällsamebyar i Västerbottens län.

## Gränser

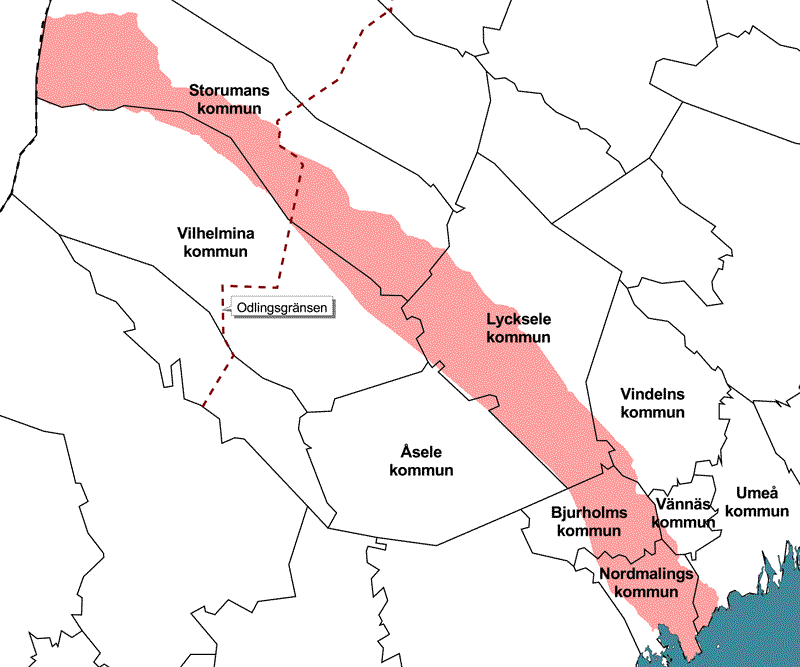
Vapstens samebys betesområde. Ovanför odlingsgränsen finns byns åretruntmarker. Nedanför odlingsgränsen får renskötsel bedrivas under tiden 1 oktober–30 april. Hela området är inte formellt fastställt.

Gränserna för Vapstens samebys åretruntmarker fastställdes av länsstyrelsen i Västerbottens län den 25 maj 1946. Dessa marker omfattar den södra delen av Storumans kommun ovanför odlingsgränsen. I söder går gränsen mot Vilhelmina norra sameby i stort sett längs kommungränsen mellan Vilhelmina och Storuman, förutom i Gardfjällsområdet där Vapstens område går en bit in i Vilhelmina kommun. I norr följer gränsen mot Ubmeje tjeälddie i stort sett Umeälven och Jovattsån. Sommarbetet finns mellan Gardfjällsområdet och gränsen mot Norge.
Nedanför odlingsgränsen får renskötsel endast bedrivas under tiden 1 oktober–30 april. Den södra gränsen, mot Vilhelmina norra sameby, är inte formellt fastställd. Den norra gränsen, mot Ubmeje tjeälddie, fastställdes 1997. Den följer i stort sett Umeälven ned till Vännäs kommun, där den följer kommungränsen mot Bjurholms kommun och därefter Hörnån till Hörnefors. Samebyn har oftast sina renar på vinterbete längs båda sidor om Öreälven, nedanför Bjurholm, samt inom Nordmalings kommun.

## Antal företag
Samebyn bestod 2006 av omkring åtta rennäringsföretag. Liksom i andra samebyar bedriver en del medlemmar även annan näringsverksamhet såsom turismföretag och renslakterier. År 2003 fastställde länsstyrelsen det högsta renantalet till 6 500, årskalvar oräknade. Beslutet upphävdes dock 2006, och tills vidare gäller det högsta renantal som anges i 1946 års byordning: 5 000 renar, årskalvar oräknade.

## Historia

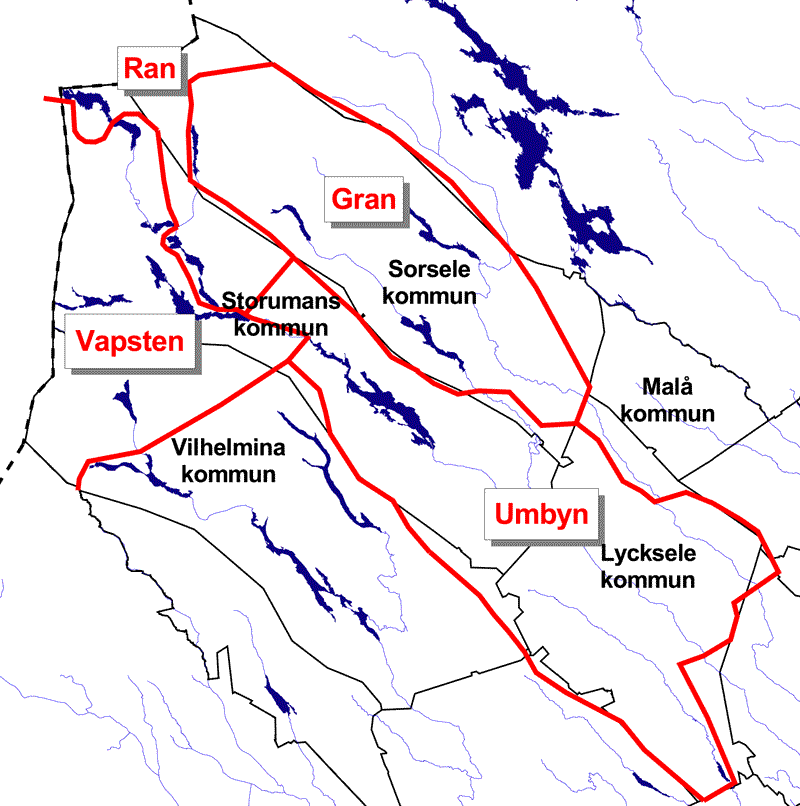
Lappbyar i Lycksele lappmark 1670. Lappbyarna visas i rött och nutida kommuner i svart. Gran och Umbyn var huvudsakligen granlappbyar (skogssamiska byar), medan Ran och Vapsten var fjällappbyar som även sträckte sig över på norsk sida.

Vapstens sameby har fått sitt namn av den historiska lappby med samma namn, som är känd från historiska källor sedan början av 1600-talet. Den var i sin tur uppkallad efter det gamla norska tingslaget Vefsen. Den gamla Vapstbyn beboddes av fjällsamer som i minst lika hög grad var verksamma på norsk som på svensk sida och som skattade till båda rikena. Inom Sverige omfattade Vapstbyns område den södra delen av nuvarande Tärna församling samt fjällområdet inom hela Vilhelmina kommun.
Som en konsekvens av 1886 års renbeteslag fastställdes gränserna för en ny lappby med namnet Vapsten av länsstyrelsen i Västerbottens län 1898. Det är den som idag heter Vapstens sameby. Den har alltså inte samma utsträckning som den historiska Vapstbyn.

## Samiskt språkområde
Vapstens sameby ligger inom det sydsamiska språkområdet.
Under 1930-talet flyttade två familjer in i byn till följd av tvångsförflyttningen av Karesuandosamer. De talade nordsamiska och förde med sig det nordliga släktnamnet Omma.

## En annan Vapstby
Ättlingar till de nordsamiska familjer som på 1930-talet tvångsförflyttades till Vapstens sameby kom så småningom att helt ta över byn. Idag kämpar ättlingar till områdets sydsamer för att få tillbaka sin renskötselrätt. Många av dem är organiserade i Vaapsten Sijte (även kallat Vapsten Lappby), som alltså inte är samma sak som Vapstens sameby. I juni 2023 gav Hovrätten för övre Norrland Vapstens sameby rätt i frågan.